# Chi Kraeng
Chi Kraeng (khmer : ស្រុកជីក្រែង) est l'un des douze districts de la province de Siem Reap au Nord-Ouest du Cambodge. Selon le recensement de 1998, la population y est de 106 727 habitants.